# 三吉元高
三吉 元高（みよし もとたか）は、安土桃山時代から江戸時代前期にかけての武将。備後国三次郡三吉郷の比叡尾山城を本拠とする国人・三吉氏の当主。三吉広高の長男。通称は太郎左衛門。

## 生涯
備後国三次郡三吉郷の比叡尾山城を本拠とする国人である三吉広高の長男として生まれる。
天正14年（1586年）から始まる豊臣秀吉の九州平定において吉川元春に従って九州に出陣した。同年10月、豊臣方の大友氏の戦局不利と見て島津方に寝返った豊前国田川郡の香春岳城主・高橋元種は、配下の賀来与次郎、賀来新右衛門、賀来久盛らに豊前国築城郡の宇留津城を守らせた。そこで毛利輝元は小早川隆景、小早川秀包、黒田孝高、吉川元長、吉川経言（後の吉川広家）を派遣して宇留津城を攻撃した。宇留津城攻撃の最中に小倉城に残っていた吉川元春の病状が悪化したため、吉川元長・経言兄弟は見舞いのために小倉城へ引き上げたが、小早川隆景、秀包、黒田孝高らが宇留津城の攻撃を続け、11月7日の未の刻に陥落させた。この城攻めにおいて元高も武功を挙げており、毛利輝元から武功を賞された。
天正16年（1588年）5月16日に祖父の三吉隆亮が死去し、父の広高がその後を継いだ。
天正18年（1590年）10月16日、父・広高と共に吉川広家と兄弟の契約を結ぶ起請文を作成し提出し、同日に広高は三吉氏家臣の祝亮俊を使者として吉川氏家臣の今田経高に太刀一腰、河原毛の馬一疋、樽肴を贈り、元高は太刀一腰、馬一疋を贈っている。今田経高は今田春佳を使者として吉川広家からの起請文を送ると共に、広高に太刀一腰、栗毛の馬一疋、二大の樽三折、元高に金の太刀一腰、馬、大樽二荷二折を贈っており、10月26日に広高と元高はそれぞれ返礼の書状を今田経高に送っている。また、今田春佳も祝亮俊に対して太刀一腰と銅銭200疋を贈っており、祝亮俊は10月26日に返礼の書状を送っている。
慶長2年（1597年）から始まる慶長の役に元高も従軍して朝鮮半島に渡り、同年12月22日から慶長3年（1598年）1月4日にかけて行われた第一次蔚山城の戦いにおいて武功を挙げた。これにより、第一次蔚山城の戦いで功のあった毛利氏家臣を賞した慶長3年（1598年）1月25日付の豊臣秀吉の朱印状に元高の名（三吉太郎左衛門）も記されている。
慶長5年（1600年）の関ヶ原の戦いにより毛利氏が周防国と長門国の2ヶ国に減封となると、毛利氏家臣団の所領も減らされることとなった。所領の減少は元々の石高の5分の1にすることを基本としているが、一律5分の1にすることは困難であり、元々は10939石であった三吉氏は10分の1以下に減らされた。この時の石高の減少に不満を持った毛利氏家臣が何人も出奔しており、三吉氏では元高の弟の新兵衛を残して、広高や元高らは毛利氏を離れることとなった。
毛利氏を離れて牢人となった元高は、姫路藩主となった池田輝政に仕官して、関ヶ原の戦い以前の石高を上回る12000石を与えられている。
なお、父・広高は京都に上って出家した後に、広島藩主・浅野長晟に迎えられて安芸国広島に移り住んだ。
没年は不詳。